# Карен Марсден
Карен Марсден (англ. Karen Marsden, 28 листопада 1962) — австралійська хокеїстка на траві.
Олімпійська чемпіонка 1996 року, учасниця 1992 року.
Переможниця Трофею чемпіонів 1993 року.
Чемпіонка світу 1994 року.